# Mi manda Picone
Mi manda Picone é um filme de comédia italiano de 1984 dirigido e coescrito por Nanni Loy.
Foi selecionado como represente da Itália à edição do Oscar 1985, organizada pela Academia de Artes e Ciências Cinematográficas.

## Elenco
- Giancarlo Giannini - Salvatore Cannavacciuolo
- Lina Sastri - Luciella
- Aldo Giuffrè - Cocò
- Leo Gullotta - Sgueglia
- Marzio Honorato - O' Micione
- Carlo Croccolo - Armando
- Clelia Rondinella - Teresa
- Carlo Taranto - Gallina
- Mirella Migliore - Salumiere
- Tommaso Palladino - Pasquale Picone
- Remo Remotti - Don Armando Bellucore
- Antonio Allocca